# Prosaki

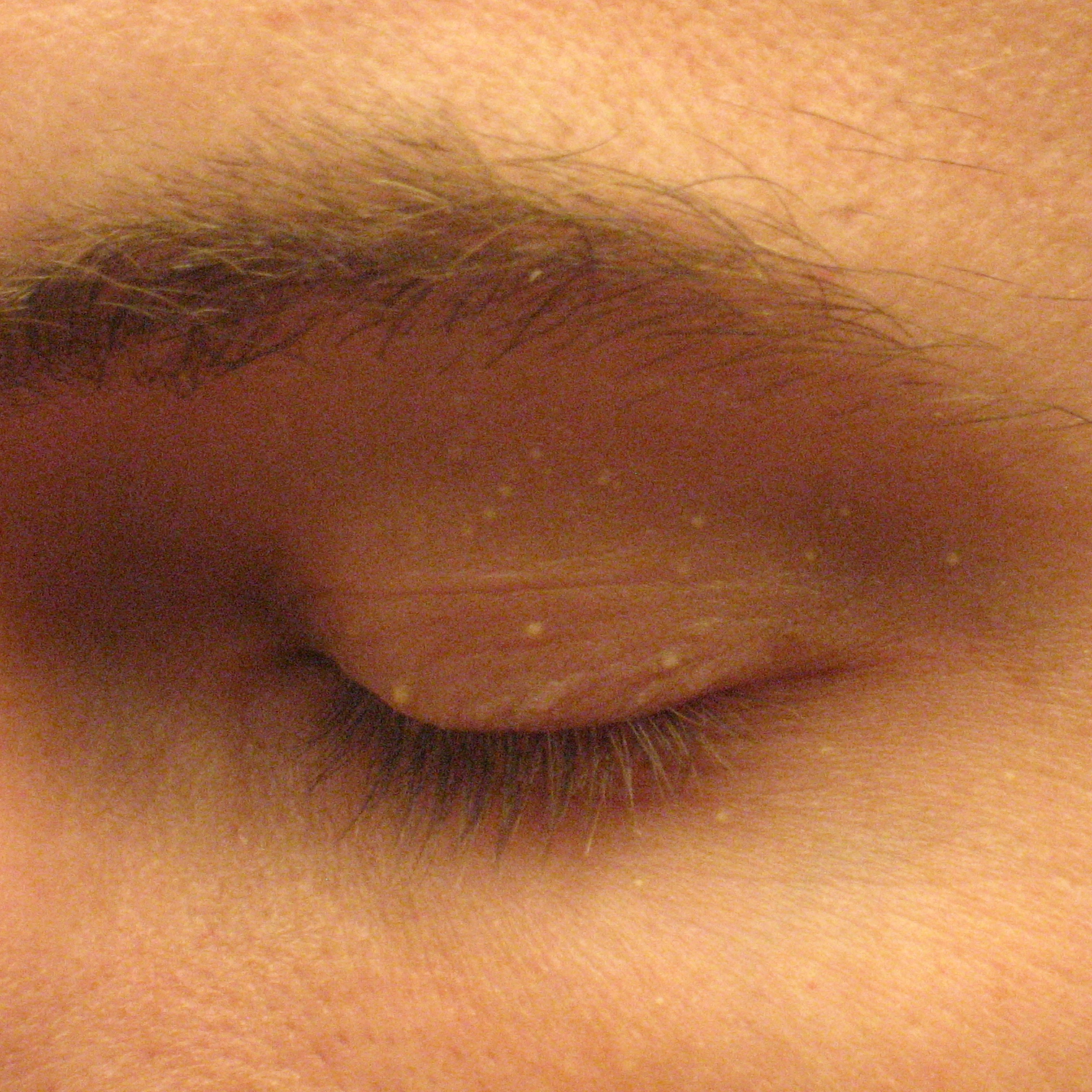
Prosaki na powiece dorosłego mężczyzny

Prosaki (łac. milia) – naskórkowe lub podnaskórkowe cysty zastoinowe powstałe w następstwie nadmiernego rogowacenia ujść mieszków włosowych z retencją mas łojowo-rogowych. Objawiają się jako drobne grudki średnicy 1–2 mm, barwy białej lub białożółtej,  perłowo opalizujące. Charakterystyczne są dla okresu noworodkowego i samoistnie ustępują w miarę dojrzewania gruczołów łojowych (2-4 tygodnie), ale mogą pojawić się w każdym wieku. Lokalizują się przede wszystkim na czole (w szczególności na łukach brwiowych), policzkach, nosie, na prąciu (głównie w wieku młodzieńczym).